# Nociceptinski receptor
Nociceptinski receptor (NOP, orfaninski FQ receptor, kapa tip 3 opioidni receptor) je protein koji je kod čoveka kodiran  (opioidnom receptoru sličan 1) genom. Nociceptinski receptor je G protein-spregnuti receptor čiji prirodni ligand je poznat kao nociceptin ili orfanin FQ, koji je neuropeptid sa 17 aminokiselina. Ovaj receptor učestvuje u regulaciji brojnih moždanih aktivnosti, posebno instinktivno i emociono ponašanje.

## Mehanizam
Za nociceptin se smatra da je endogeni antagonist dopaminskog transporta. On može da deluje bilo direktno na dopamin ili putem GABA inhibicije na nivo dopamina. Unutar centralnog nervnog sistema njegovo dejstvo može da bude bilo slično ili suprotno dejstvu opioida u zavisnosti od njegove lokacije. On kontroliše širok opseg bioloških funkcija od nocicepcije do unosa hrane, od obrade memorije do kardiovaskularnih i renalnih funkcija, od spontane lokomotorne aktivnosti do gastrointestinalne motilnosti, od anksioznosti do kontrole oslobađanja neurotransmitera na perifernim i centralnim lokacijama.

## Selektivni ligandi
Za nekoliko često korištenih lekova, kao što su etorfin i buprenorfin, je pokazano da se vezuju za nociceptinski receptor, ali da je to vezivanje relativno zanemarljivo u poređenju sa njihovom aktivnošću na drugim opioidnim receptorima. Nedavno je je opseg selektivnih ORL-1 liganda bio razvijen. Oni imaju mali ili nemaju afinitet za druge opioidne receptore, tako da omogućavaju studiranje ORL-1 posredovanih responsa.

### Agonisti
- Buprenorfin (nije selektivan za ORL-1, parcijalni agonist µ-opioidnog i δ-opioidnog receptora, i kompetitivni antagonist ϰ-opioidnog receptora)
- Nociceptin
- Norbuprenorfin (nije selektivan za ORL-1, takođe je pun agonist μ-opioidnog i δ-opioidnog receptora)
- (mešoviti mu / nociceptinski parcijalni agonist)

## Primene
agonisti se studiraju kao tretman za srčanu insuficijenciju i migrenu, dok nociceptinski antagonisti, kao što je JTC-801, možda mogu da nađu primenu kao analgetici i antidepresivi.
Lek buprenorfin je parcijalni agonist ORL 1 receptora, dok je njegov metabolit norbuprenorfin pun agonist ovog receptora.

## Dodatna literatura
- Mollereau C, Mouledous L (2000). „Tissue distribution of the opioid receptor-like (ORL1) receptor.”. Peptides. 21 (7): 907—17. PMID 10998524. doi:10.1016/S0196-9781(00)00227-8.
- New DC, Wong YH (2003). „The ORL1 receptor: molecular pharmacology and signalling mechanisms.”. Neurosignals. 11 (4): 197—212. PMID 12393946. doi:10.1159/000065432.
- N, Zaveri (2003). „Peptide and nonpeptide ligands for the nociceptin/orphanin FQ receptor ORL1: research tools and potential therapeutic agents.”. Life Sci. 73 (6): 663—78. PMID 12801588. doi:10.1016/S0024-3205(03)00387-4.
- MJ, Wick; SR, Minnerath; S, Roy;  . (1996). „Expression of alternate forms of brain opioid 'orphan' receptor mRNA in activated human peripheral blood lymphocytes and lymphocytic cell lines.”. Brain Res. Mol. Brain Res. 32 (2): 342—7. PMID 7500847. doi:10.1016/0169-328X(95)00096-B.
- JC, Meunier; C, Mollereau; L, Toll;  . (1995). „Isolation and structure of the endogenous agonist of opioid receptor-like ORL1 receptor.”. Nature. 377 (6549): 532—5. PMID 7566152. doi:10.1038/377532a0.
- LY, Yung; SA, Joshi; RY, Chan;  . (1999). „GalphaL1 (Galpha14) couples the opioid receptor-like1 receptor to stimulation of phospholipase C.”. J. Pharmacol. Exp. Ther. 288 (1): 232—8. PMID 9862775.
- JA, Feild; JJ, Foley; TT, Testa;  . (1999). „Cloning and characterization of a rabbit ortholog of human Galpha16 and mouse G(alpha)15.”. FEBS Lett. 460 (1): 53—6. PMID 10571060. doi:10.1016/S0014-5793(99)01317-4.
- L, Mouledous; CM, Topham; C, Moisand;  . (2000). „Functional inactivation of the nociceptin receptor by alanine substitution of glutamine 286 at the C terminus of transmembrane segment VI: evidence from a site-directed mutagenesis study of the ORL1 receptor transmembrane-binding domain.”. Mol. Pharmacol. 57 (3): 495—502. PMID 10692489.
- Yung LY, Tsim KW, Pei G, Wong YH (2000). „Immunoglobulin G1 Fc fragment-tagged human opioid receptor-like receptor retains the ability to inhibit cAMP accumulation.”. Biological signals and receptors. 9 (5): 240—7. PMID 10965058. doi:10.1159/000014645.
- Ito E, Xie G, Maruyama K, Palmer PP (2000). „A core-promoter region functions bi-directionally for human opioid-receptor-like gene ORL1 and its 5'-adjacent gene GAIP.”. J. Mol. Biol. 304 (3): 259—70. PMID 11090272. doi:10.1006/jmbi.2000.4212.
- K, Okada; T, Sujaku; Y, Chuman;  . (2001). „Highly potent nociceptin analog containing the Arg-Lys triple repeat.”. Biochem. Biophys. Res. Commun. 278 (2): 493—8. PMID 11097863. doi:10.1006/bbrc.2000.3822.
- Serhan CN, Fierro IM, Chiang N, Pouliot M (2001). „Cutting edge: nociceptin stimulates neutrophil chemotaxis and recruitment: inhibition by aspirin-triggered-15-epi-lipoxin A4.”. J. Immunol. 166 (6): 3650—4. PMID 11238602.
- P, Deloukas; LH, Matthews; J, Ashurst;  . (2002). „The DNA sequence and comparative analysis of human chromosome 20.”. Nature. 414 (6866): 865—71. PMID 11780052. doi:10.1038/414865a.
- Mandyam CD, Thakker DR, Christensen JL, Standifer KM (2002). „Orphanin FQ/nociceptin-mediated desensitization of opioid receptor-like 1 receptor and mu opioid receptors involves protein kinase C: a molecular mechanism for heterologous cross-talk.”. J. Pharmacol. Exp. Ther. 302 (2): 502—9. PMID 12130708. doi:10.1124/jpet.102.033159.
- Thakker DR, Standifer KM (2003). „Orphanin FQ/nociceptin blocks chronic morphine-induced tyrosine hydroxylase upregulation.”. Brain Res. Mol. Brain Res. 105 (1-2): 38—46. PMID 12399106. doi:10.1016/S0169-328X(02)00390-X.
- RL, Strausberg; EA, Feingold; LH, Grouse;  . (2003). „Generation and initial analysis of more than 15,000 full-length human and mouse cDNA sequences.”. Proc. Natl. Acad. Sci. U.S.A. 99 (26): 16899—903. PMC 139241 . PMID 12477932. doi:10.1073/pnas.242603899.
- Spampinato S, Di Toro R, Alessandri M, Murari G (2003). „Agonist-induced internalization and desensitization of the human nociceptin receptor expressed in CHO cells.”. Cell. Mol. Life Sci. 59 (12): 2172—83. PMID 12568343. doi:10.1007/s000180200016.

## Spoljašnje veze
- „Opioid Receptors: NOP”. IUPHAR Database of Receptors and Ion Channels. International Union of Basic and Clinical Pharmacology. Архивирано из оригинала 03. 03. 2016. г.
- nociceptin+receptor на 